# فرانک هیز
فرانک هِـیز (انگلیسی: Frank Hayes؛ ‏۱۷ مهٔ ۱۸۷۱ – ۲۸ دسامبر ۱۹۲۳) بازیگر اهل ایالات متحده آمریکا بود. وی بین سال‌های ۱۹۱۳ تا ۱۹۲۴ میلادی فعالیت می‌کرد.

## گزیدهٔ فیلم‌شناسی
- وقتی عشق پرواز می‌کند
- آن حلقه کوچک طلا
- رام و کاغذ دیواری
- سگ وفادار چاقالو
- آشنایی اتفاقی چاقالو
- عشق‌بازی زودگذر و بی‌پروای چاقالو
- قهقه‌های مینی و چاقالو
- روز یونس‌وار چاقالو
- به‌دنبال لیزی استری
- بخت عاشقان
- طمع
- آشفتگی عشقی هوگان
- به‌دنبال دل خود
- تظاهر اجتماعی آنها
- کارگر صحنه
- حیاط انبار
- عشق